# Heinrich Kreutz (Unternehmer)
Heinrich Wilhelm Leberecht Kreutz (* 6. Februar 1808 in Siegen; † 27. Oktober 1879 in Boppard) war Unternehmer in der Metallurgie und Mitglied des Deutschen Reichstags.

## Leben
Kreutz besuchte die Rektoratschule in Siegen und von 1822 bis 1824 die Erziehungsanstalt Wilberg in Elberfeld. Später war er Gewerbetreibender und Hüttenbesitzer in Olpe und Casbach im Kreis Neuwied. Von 1835 bis 1873 besaß er die Olper Hütte im Sauerland, zudem war er seit 1856 zusammen mit seinen Geschwistern Gründer und Besitzer der Charlottenhütte in Niederschelden. 1873 stellte die Hütte den Betrieb ein, und Kreutz zog zunächst nach Casbach, später nach Boppard, wo er als Rentier lebte.
Er war Mitglied des Preußischen Abgeordnetenhauses von 1858 bis 1867 und von 1873 bis 1879. Er war Abgeordneter des Norddeutschen Reichstags von 1867 bis Ende 1870. Von 1874 bis 1878 war er Mitglied des Deutschen Reichstags für den Wahlkreis  Regierungsbezirk Arnsberg 3 (Altena, Iserlohn). Dort vertrat er zuerst die Fortschrittspartei, aus der er wegen Differenzen über das Septennat austrat und der Gruppe Loewe-Berger beitrat.